# Gabriele D’Annunzio

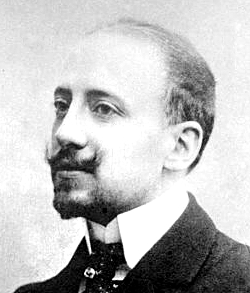
Gabriele D’Annunzio.

Gabriele D’Annunzio, från 1924 furste av Montenevoso, född 12 mars 1863 i Pescara, Abruzzo, död 1 mars 1938 i Gardone Riviera vid Gardasjön, Lombardiet, var en italiensk författare, journalist och pilot.

## Biografi
Efter universitetsstudier i Rom blev D’Annunzio journalist på tidningen Tribuna. Under första världskriget vann han stor berömmelse som flygare. Efter kriget, år 1919, besatte nationalisten D’Annunzio med sin egen frikår staden Fiume (nuvarande Rijeka i Kroatien) som innan dess tillhörde Österrike-Ungern.. D’Annunzio var inte någon ivrig anhängare av Mussolini och fascismen men räknades av dessa ändå som en föregångare. D’Annunzio kallades även för våghals och "ledare".
D’Annunzio debuterade som 1879 med diktsamlingen Primo vere och hade vid 20 års ålder gett ut fem diktsamlingar. Hans mest kända bok är romanen Elden. 1937 blev han invald som president i den Italienska akademien.